# Station Acton Bridge
Acton Bridge is een station van National Rail in Cheshire West and Chester in Engeland. Het station is eigendom van Network Rail en wordt beheerd door West Midland Trains. 